# Dytjatky
Dytjatky (ukrajinsky Дитятки, rusky Дитятки) je vesnice na Ukrajině, která spadá pod Kyjevskou oblast. Nachází se 33 km severovýchodně od města Ivankiv, 40 km jižně od Černobylské jaderné elektrárny a asi 110 km severně od Kyjeva. Obcí vede regionální silnice P-56, na které se nachází hlavní vstup do uzavřené zóny Černobylské elektrárny.

## Historie
První zmínka o obci je z roku 1864. Za svou historii třikrát vyhořela, a to v 18. století, během ukrajinsko-moskevské a německo-sovětské války. 
Na počátku 19. století. byla mezi Terekhy a Dytjatky postavena papírna, která se stala chloubou polského regionu. Výrobky továrny byly vyváženy do západní Evropy. Během revoluce v roce 1905 však továrna vyhořela. 25. srpna 1941 byla obec obsazena nacistickými německými vojsky a obyvatelstvo, které okupované území opustilo, se následně postavilo německé armádě na odpor. 154 vesničanů později obdrželo sovětské řády a medaile.
Vesnice byla součástí bývalého Černobylského rajónu až do roku 1988, kdy byla po jaderné havárii v roce 1986 zrušena, a byla jednou z mála vesnic v regionu, které zůstaly mimo černobylskou uzavřenou zónu. 
Do 18. července 2020 patřily Dytjatky do Ivankivského rajónu . Rajón byl ale zrušen ještě ten den, v rámci administrativní reformy Ukrajiny, která snížila počet rajónů Kyjevské oblasti na sedm. Oblast Ivankivského rajónu byla sloučena do Vyšhorodského rajónu, v němž se obec nachází i dnes. 
Od února do dubna 2022 byly Dytjatky okupovány Ruskem v důsledku invaze v roce 2022.

## Galerie

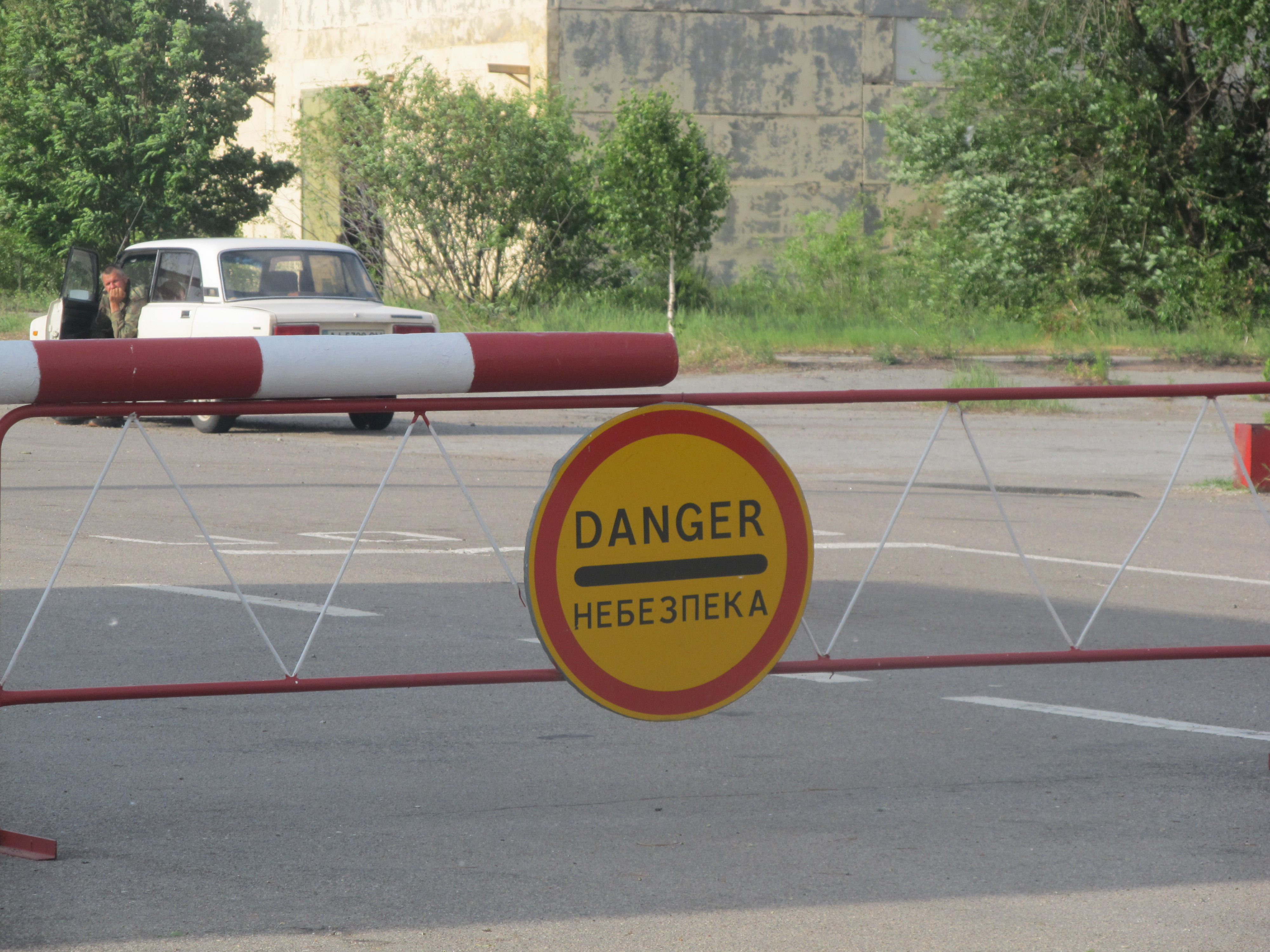
Závora vedoucí do černobylské uzavřené zóny
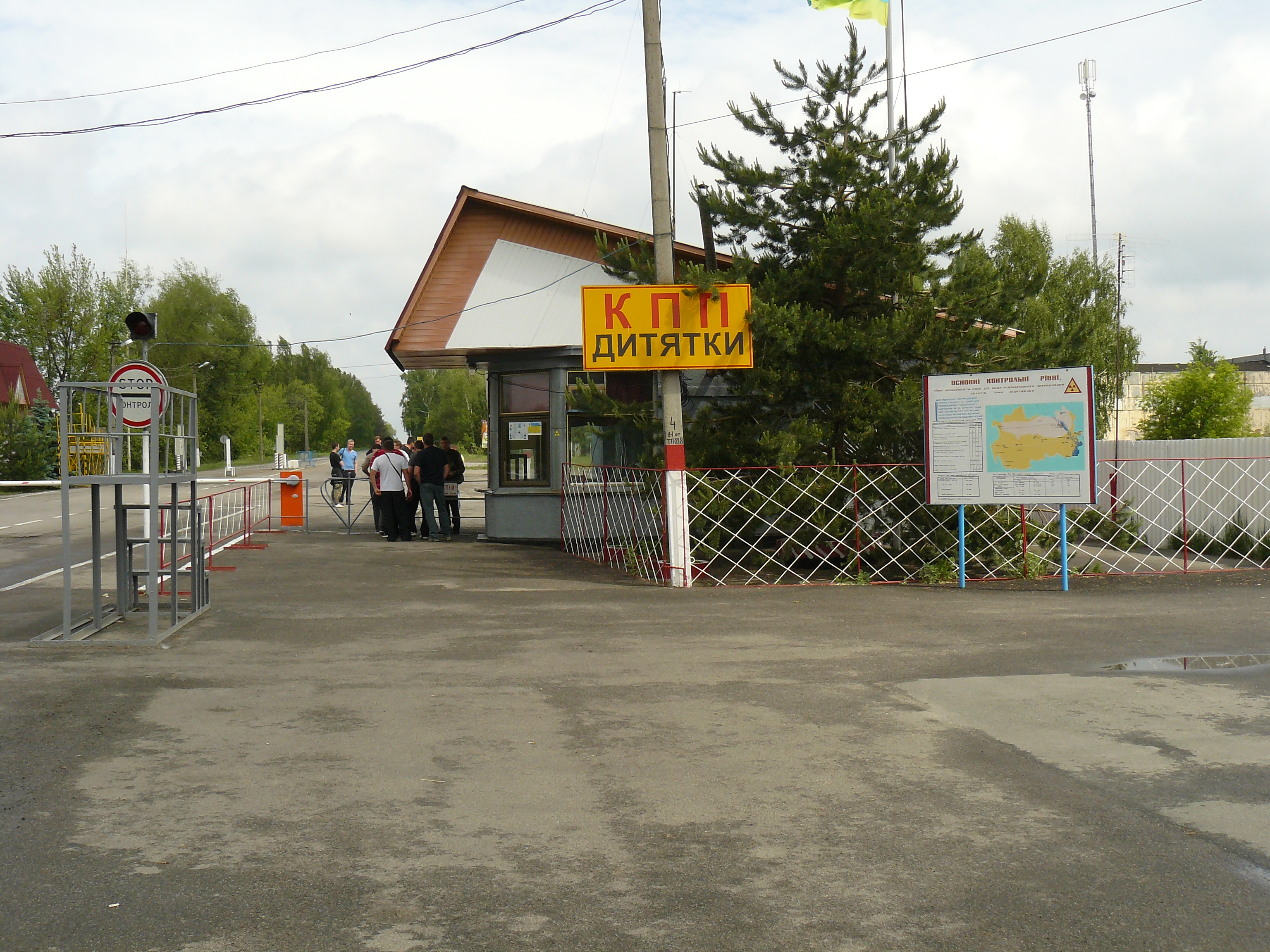
Vstup do zóny